# Черепинин, Василий Александрович
Васи́лий Алекса́ндрович Черепи́нин (13 декабря 1913, Ирбит, Екатеринбургская губерния — 10 ноября 1994, Йошкар-Ола) — советский деятель культуры, административный руководитель. Заместитель министра культуры Марийской АССР (1953—1963), начальник Управления кинофикации МАССР (1940—1946, 1950—1953, 1963—1976). Заслуженный работник культуры Марийской АССР (1967). Член КПСС.

## Биография
Родился 13 декабря 1913 года в городе Ирбит ныне Свердловской области. 
В 1939 году окончил курсы техников звукового кино в Ленинграде.
В 1939—1940 годах — кинотехник в г. Йошкар-Оле. В 1940—1946, 1950—1953, 1963—1976 годах — начальник Управления кинофикации Марийской АССР.
В 1953—1963 годах — заместитель министра культуры Марийской АССР. 
В 1967 году ему присвоено почётное звание «Заслуженный работник культуры Марийской АССР». Награждён орденом «Знак Почёта», медалями, в том числе медалью «За трудовую доблесть» (дважды), а также четырежды — Почётной грамотой Президиума Верховного Совета Марийской АССР.
Скончался 10 ноября 1994 года в Йошкар-Оле.

## Звания и награды
- Заслуженный работник культуры Марийской АССР (1967)[1]
- Орден «Знак Почёта» (1971)[1]
- Медаль «За трудовую доблесть» (1946, 1951)[1]
- Медаль «За доблестный труд. В ознаменование 100-летия со дня рождения Владимира Ильича Ленина» (1970)[1]
- Почётная грамота Президиума Верховного Совета Марийской АССР (1946, 26.12.1963, 1969[2], 1973)[1]